# NGC 1201
NGC 1201 è una galassia lenticolare (o ellittica) situata nella costellazione della Fornace, a una distanza di circa 74 milioni di anni luce dalla nostra Via Lattea.

## Scoperta
La galassia è stata scoperta il 26 ottobre 1785 dall'astronomo britannico di origine tedesca William Herschel.

## Supernova
Il 1 settembre 2003, all'interno di NGC 1201 è stata scoperta la supernova SN 2003hv da B. Beutler e W. Li nel corso del programma LOTOSS dell'Osservatorio Lick. La supernova è stata classificata di tipo Ia.

## Gruppo di NGC 1255
NGC 1201 fa parte del Gruppo di NGC 1255, un gruppo di galassie che comprende almeno sette membri. Le altre sei galassie del gruppo sono NGC 1255, NGC 1302, ESO 480-25, ESO 481-14, ESO 481-18 e ESO 481-19.